# 鹅颈岭红层保护区
鹅颈岭红层保护区，位于中国广东省韶关市南雄市油山大塘镇坪岭，现为南雄市文物保护单位，类型为其他，公布时间为1992年12月7日。
鹅颈岭红层保护区的历史年代为晚白垩纪—早第三纪。